# Fight and Revenge
Fight and Revenge to amerykański niezależny film akcji z 1997 roku, napisany przez Jeremy'ego Lippa i wyreżyserowany przez Davida Wintersa. W roli głównej wystąpił w nim znany z udziału w filmach sensacyjnych Matt McColm, aktor i kaskader. Projekt uważany jest za zagubiony, prawdopodobnie nie zachowały się po nim kopie.

## Opis fabuły
W trakcie wykonywania misji wojskowej sierżant John Trenton zostaje nakryty na szpiegowaniu. Pojmany, jest torturowany dla informacji.

## Obsada
- Matt McColm − sierżant John Trenton
- Vic Diaz − generał Sung Po
- Sam Douglas − kapitan Holcroft
- Al Vicente − kapral Rory King
- Paul Michael Robinson − szeregowy Michael Stahl
- Timothy Di Pri − szeregowy Baker
- Ken Moreno − Lu
- Ace Cruz − Tong, żołnierz Wietkongu
- Duc Ho − żołnierz Wietkongu

## Produkcja
Film powstawał jako produkcja niezależna. Budżet obrazu wynosił dziewięćset tysięcy dolarów; wytwórnia Caravan Pictures musiała obniżyć go z niższej kwoty, gdy popadła w problemy finansowe. Informacji na temat produkcji filmu po raz pierwszy udzieliło pismo New Sunday Times w drugiej połowie maja 1996 roku.

## Wydanie filmu
Premiera Fight and Revenge odbyła się wiosną 1997. Uważa się, że po obrazie Wintersa nie zachowały się żadne kopie, przez co film uchodzi za zagubiony.